# Melchior Hofmann

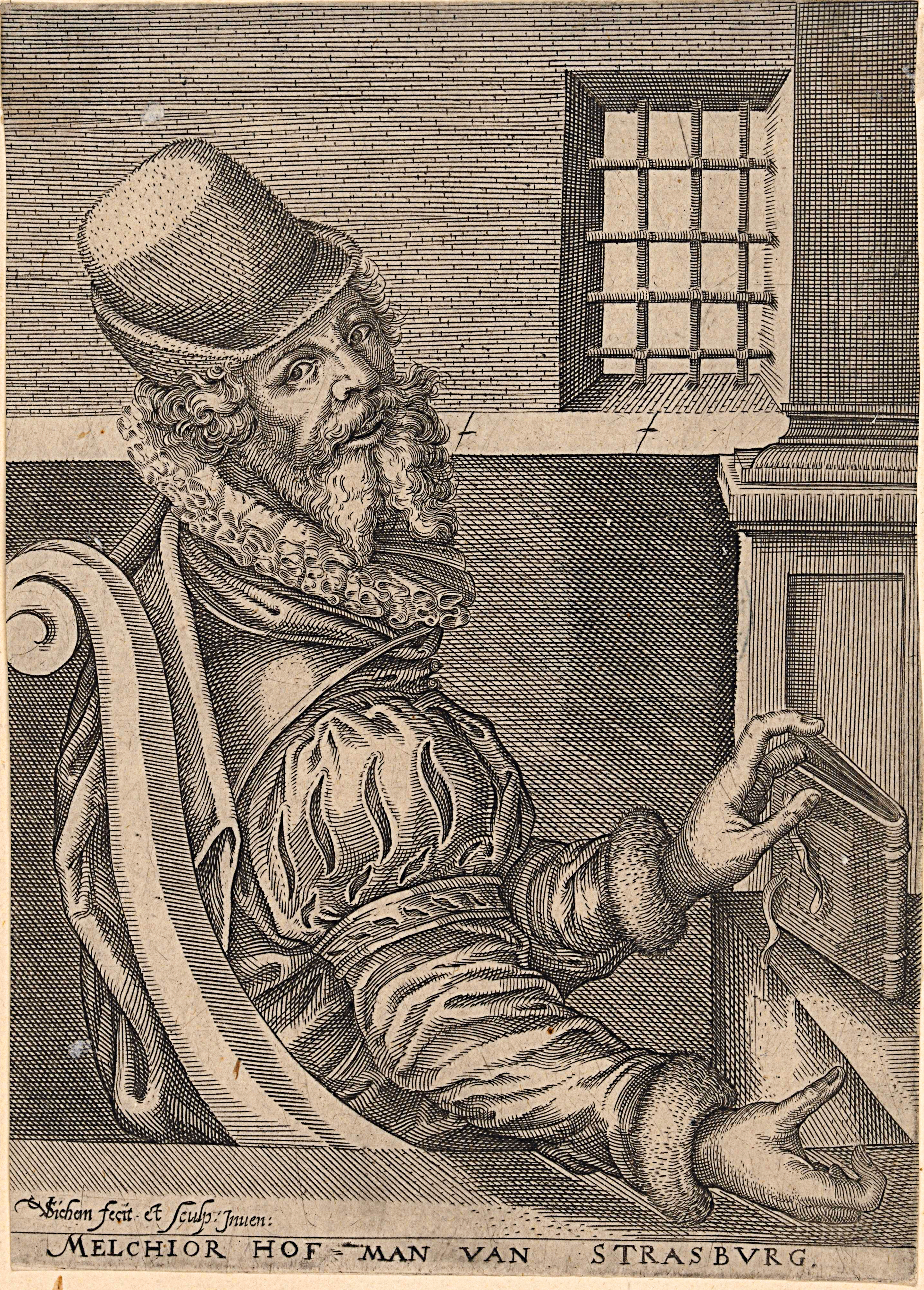
Melchior Hofmann.

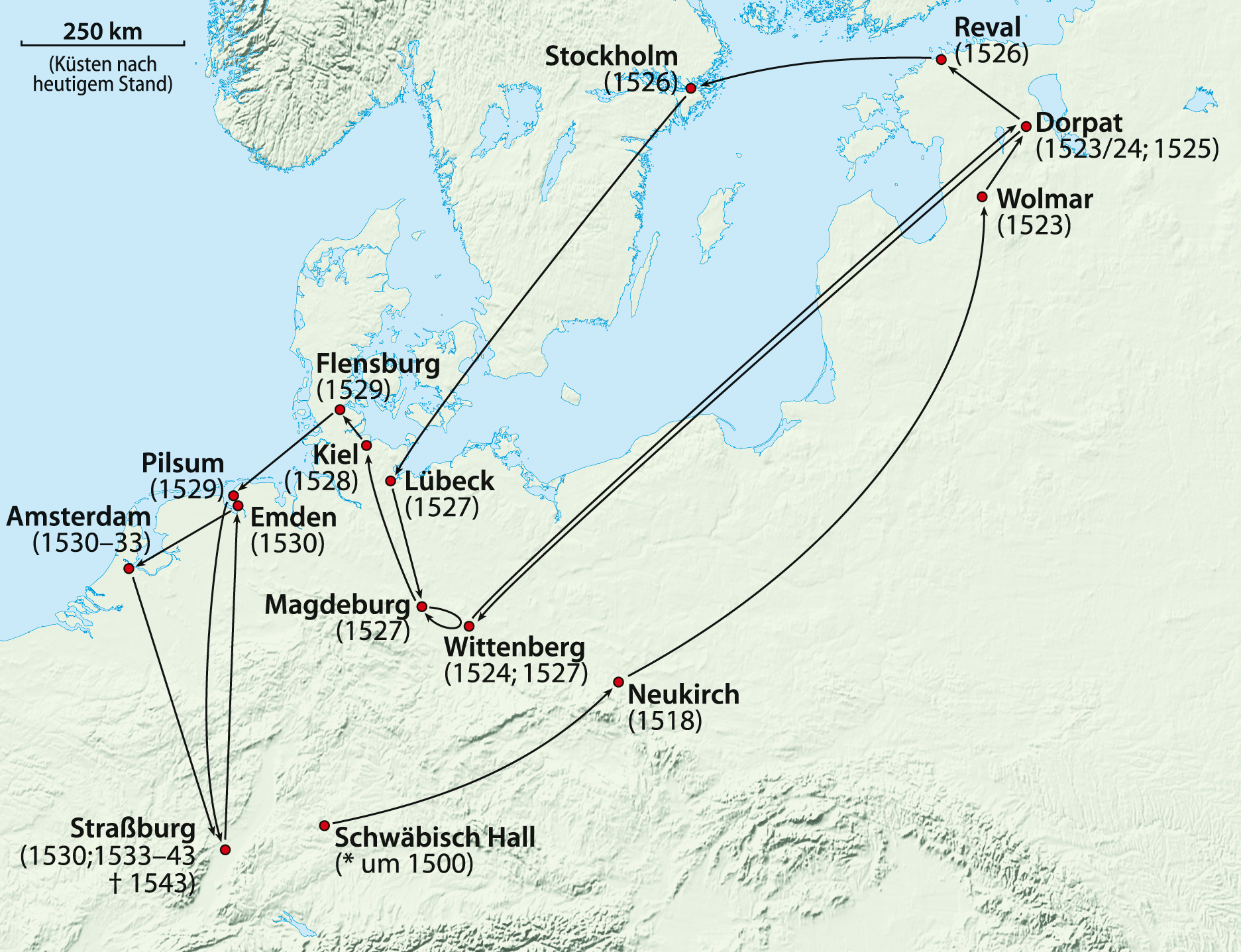
Overzicht van de reizen van Melchior Hofmann.

Melchior Hof(f)man(n) (Schwäbisch Hall, ca. 1500 - Straatsburg, einde 1543) was een Duitse wederdoper. Met zijn apocalyptische preken en geschriften had hij grote invloed op het ontstaan van het doperse rijk van Münster in 1534 onder leiding van Jan van Leiden.

## Biografie
Hofmann was van 1523 tot 1526 actief als bontwerker en luthers lekenprediker in Lijfland. 
Hij werd uit het gebied verbannen vanwege zijn voorspelling dat de wereld in 1533 zou eindigen en vanwege zijn betrokkenheid bij een beeldenstorm in Dorpat in 1525. Via Stockholm kwam hij in het Deense Kiel terecht waar hij een aanstelling kreeg als diaken van de Nikolaikerk. 
Samen met Johannes Campanus bestreed hij de lutherse avondmaalsleer en stelde dat Christus alleen in de geest en niet letterlijk in brood en wijn aanwezig was. Om deze reden werd hij in 1529 ook hier het land uitgewezen. 
Vervolgens ging hij met Andreas Karlstadt, een spiritualistische leerling van Maarten Luther, via de sacramentariërs in Oost-Friesland naar Straatsburg, waar hij zich aansloot bij de wederdopers. Hij schreef in korte tijd een groot aantal boeken en drukte die zelf. Ook hier kwam hij echter al snel in conflict met de plaatselijke predikanten en in het voorjaar van 1530 ontvluchtte Hofmann de stad om aan arrestatie te ontkomen. 
Hij arriveerde juni 1530 in Emden en reisde tot 1532 in Oost-Friesland en Holland rond als prediker en wist er de grondslag te leggen voor een sterke doperse beweging.
In 1533 keerde Hofmann terug naar Straatsburg omdat hij geloofde dat hier letterlijk de grote eindstrijd uit de Openbaring van Johannes tussen de goede en kwade machten zou plaatsvinden, waarna de stad het nieuwe Jeruzalem zou worden. De goede machten aan de zijde van Christus waren de rijkssteden, terwijl de boze machten gepersonifieerd werden door keizer Karel V en de paus. De strijd zou gewonnen worden door gebed en vestingbouw en niet door openlijke gevechten. Hierna zou er een zichtbare heerschappij van de gelovigen op aarde zijn. Een synode onder leiding van Martin Bucer veroordeelde in 1533 Hofmanns opvattingen als ketterij. De Straatsburgse magistraat zette hem vervolgens tot zijn dood gevangen.

## Invloed op de anabaptische opstand in Münster
Hofmanns toekomstvisioen vormde de inspiratie voor Jan Matthijs, Jan van Leiden en Bernhard Rottmann om in Münster een "Duizendjarig vrederijk" te stichten, dat nog geen twee jaar duurde (de anabaptistische opstand in Münster). Zij gebruikten hiervoor in tegenstelling tot wat Hofmann wilde wel geweld. 

## Invloed op de latere doperse beweging
Hofmanns ideaal van de geweldloosheid werd overgenomen door de latere doperse leider Menno Simons en is tot op heden een kenmerk van de doperse beweging.
- Bibsys: 90221147
- Bibliothèque nationale de France: cb11944758w (data)
- Biografisch Portaal: 87489038
- Gemeinsame Normdatei: 118552716
- International Standard Name Identifier: 0000 0004 4645 1587
- Library of Congress Control Number: n79107620
- Nationale Bibliotheek van Israël: 987007373233805171
- Nationale Bibliotheek van Polen: a0000002532221
- Nederlandse Thesaurus van Auteursnamen: 069041423
- LIBRIS: 371408
- Système universitaire de documentation: 20073086X
- Virtual International Authority File: 74644642
- WorldCat: E39PBJyxc4TvYhW4vQqJXJGyh3